# 戴维·惠顿
戴维·惠顿（英語：David Wheaton，1969年6月2日—），美国明尼苏达州作者、电台主持人、专栏作家，前男子网球运动员，1988年成为职业球手，生于明尼阿波利斯，现居明尼通卡湖。他曾获得澳大利亚网球公开赛男子双打亚军。他于2001年退役。